# Capverdians senegalesos
Els capverdians senegalesos són residents del Senegal que són originaris o amb ascendència capverdiana. En 1995 hi havia uns 25.000 capverdians a Senegal, principalment a Dakar.

## Història de l'emigració
Senegal es va fer popular com a destinació dels emigrants capverdians en la dècada de 1920, quan la immigració als Estats Units es va fer més difícil a conseqüència de la Llei de Quotes d'Emergència de 1921 i després de la Llei d'Immigració de 1924. Prèviament els Estats Units havien estat una via d'escapament per als capverdians que esperaven evitar la migració forçada a altres colònies portugueses com São Tomé i Príncipe o Angola. Les autoritats portugueses sovint es van negar a emetre passaports o permisos de viatge per a altres destinacions; tanmateix la proximitat del Senegal a Cap Verd va permetre als emigrants viatjar de forma clandestina. Normalment, les dones es van ocupar com a treballadores domèstiques a les cases dels colons francesos, mentre que els homes van ser emprats com a artesans. El flux d'emigrants de Cap Verd a Dakar va continuar fins a la dècada de 1950. Quan Senegal va aconseguir la independència el 1960 alguns capverdians van seguir els seus patrons colons francesos a França, augmentant el nombre de capverdians que ja es trobaven a França a ciutats com París, Versalles i Niça. No obstant això, molts altres van optar per romandre al Senegal.
Hi ha al voltant de 300 persones entre la comunitat capverdiana al Senegal que ha emigrat de tornada a Cap Verd. La majoria van completar la seva educació al Senegal, però després, incapaços de trobar una feina adequada al país del seu naixement, va arribar a Cap Verd buscant treball com a mestres o al camp de la salut. No obstant això, pocs pares capverdians senegalesos han seguit els seus fills de tornada a Cap Verd.

## Personatges destacats
- José Brito, Ministre d'afers exteriors capverdià
- Maria de Barros, cantant capverdiana estatunidenca, nascuda a Senegal[5]
- Patrick Vieira,nascut a Senegal, antic futbolista jugador de la selecció francesa.
- Patrice Evra, nascut Senegal, antic futbolista que ha jugat a França.